# Jacek Giszczak

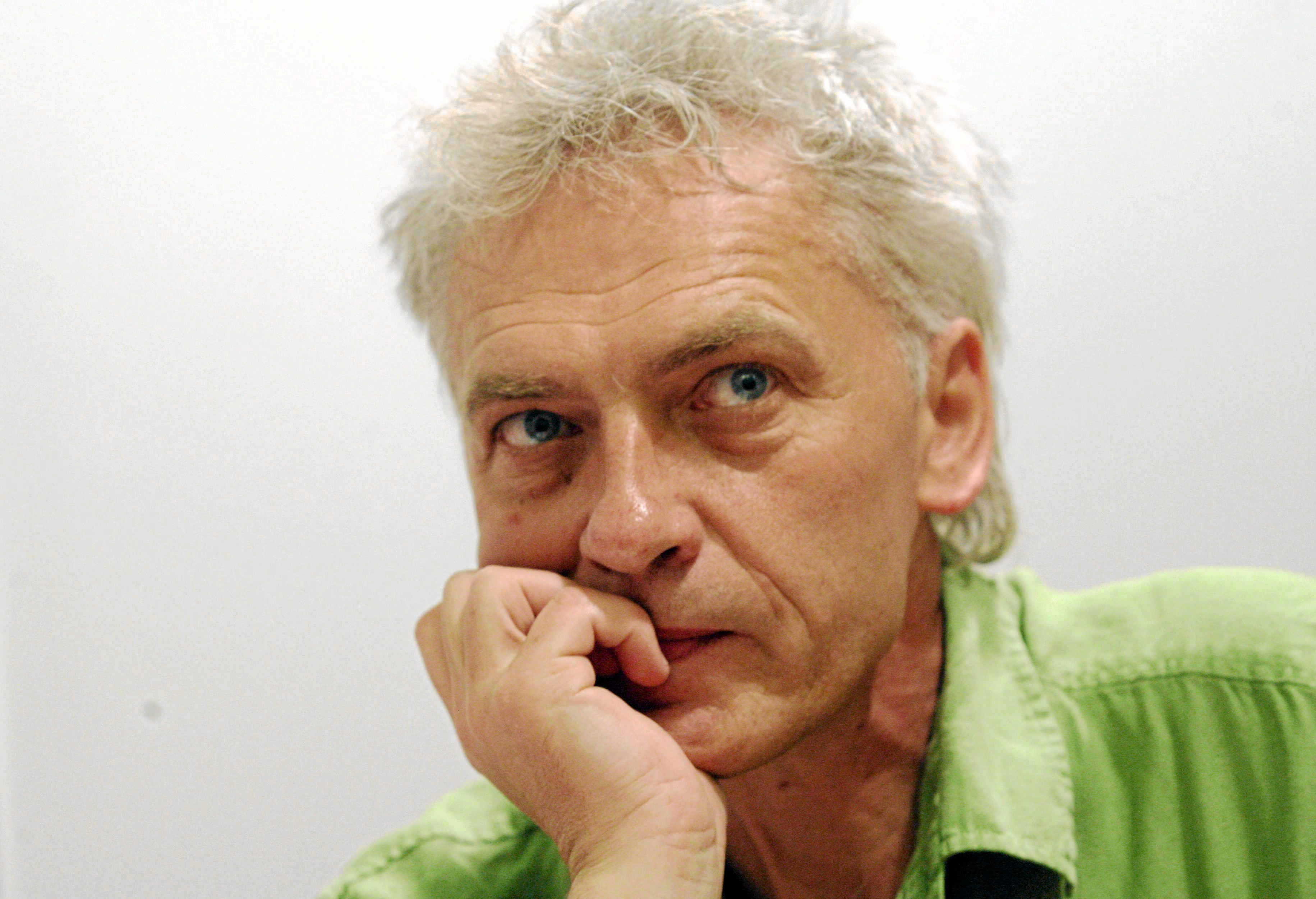
Jacek Giszczak (2010)

Jacek Giszczak (ur. 1956 w Lublinie) – polski tłumacz literatury francuskiej i frankofońskiej, kompozytor, autor tekstów piosenek i prozaik.
Absolwent Liceum Sztuk Plastycznych w Lublinie, filologii polskiej na Katolickim Uniwersytecie Lubelskim i literatury na Sorbonie. Tłumaczył książki takich autorów jak: Blaise Cendrars, Virginie Despentes, Philippe Djian, Alexandre Dumas, Jean Genet, Michel Houellebecq. Laureat Nagrody im. Ryszarda Kapuścińskiego. W 2015 roku został kawalerem francuskiego Orderu Sztuki i Literatury.

## Powieści
- Szosa warszawska (Spółdzielnia Wydawnicza „Czytelnik”, Warszawa 1995)
- Flądry, gazele, żyrafy (Wydawnictwo Literackie, Kraków 2006)

## Nagrody i nominacje
- Nagroda im. Ryszarda Kapuścińskiego 2009 za tłumaczenie książki Strategia antylop Jeana Hatzfelda[2]
- Nagroda „Literatury na Świecie” 2015 w kategorii tłumaczenie prozy[3]
- nominacja do Nagrody Literackiej Gdynia 2016 za tłumaczenie książki Zwierzenia jeżozwierza Alaina Mabanckou[4]
- Nagroda artystyczna miasta Lublina 2016[5]